# MTV Video Music Awards de 2020
O MTV Video Music Awards 2020 foi a 37.ª edição do MTV Video Music Awards (VMA), tendo sido realizado no dia 30 de agosto de 2020 em Nova Iorque, nos Estados Unidos. O Barclays Center seria utilizado como palco do VMA, que seria o primeiro evento a acontecer naquele local desde o início da pandemia de COVID-19, porém a MTV optou por realizar o evento em pontos distintos da cidade, para evitar aglomerações na arena.
Keke Palmer foi a anfitriã desta edição do VMA, que contou com apresentações em vários locais emblemáticos da cidade, nos cinco distritos, para homenagear o espírito e a resiliência de Nova Iorque. O pré-show foi apresentado pela modelo Jamila Mustafa e pela jornalista Nessa Dieb. 
As cantoras Ariana Grande e Lady Gaga foram as artistas mais nomeadas da edição, com um total de 9 indicações cada. Ariana Grande liderou as indicações pelo segundo ano consecutivo, depois de em 2019 ter partilhado o maior número de indicações com Taylor Swift, e Lady Gaga liderou as indicações pela terceira vez, tendo sido também a artista mais nomeada em 2009 e 2010 (sendo que neste último ano ficou ex-aequo com Beyoncé quanto ao número de nomeações).
Gaga foi a grande vencedora da noite, ganhando em 4 das 9 categorias para as quais estava nomeada, assim como o prêmio especial MTV Tricon Award, que lhe foi atribuído por ser uma artista que se destaca em três ou mais áreas do entretenimento. Esta foi a única vez em que a MTV atribuiu o prêmio MTV Tricon Award. A edição de 2020 marcou também a 3.ª vez que Lady Gaga foi a grande vencedora do VMA, depois de já o ter sido em 2010 e 2009, quando esteve entre os três artistas que mais Moonmen receberam (em conjunto com Beyoncé e Green Day).

## Performances
| Artista                                   | Canção                                                                     | Apresentado por |
| Pré-show                                  | Pré-show                                                                   | Pré-show        |
| ----------------------------------------- | -------------------------------------------------------------------------- | --------------- |
| Jack Harlow                               | "Whats Poppin"                                                             | Nessa           |
| Tate McRae                                | "You Broke Me First"                                                       | Jamila Mustafa  |
| Chloe x Halle                             | "Ungodly Hour"                                                             | Jamila Mustafa  |
| Lewis Capaldi                             | "Before You Go"                                                            | Jamila Mustafa  |
| Machine Gun Kelly Blackbear Travis Barker | Medley: "My Ex's Best Friend" Bloody Valentine"                            | Jamila Mustafa  |
| Premiação                                 |                                                                            |                 |
| The Weeknd                                | "Blinding Lights"                                                          | —               |
| DaBaby                                    | Medley: "Peep Hole" "Blind" "Rockstar"                                     | Keke Palmer     |
| Miley Cyrus                               | "Midnight Sky"                                                             | Keke Palmer     |
| Maluma                                    | "Hawái"                                                                    | Keke Palmer     |
| BTS                                       | "Dynamite"                                                                 | Keke Palmer     |
| Lady Gaga Ariana Grande                   | Medley: "Chromatica II" 911" Rain on Me" (com Ariana Grande) "Stupid Love" | —               |
| JP Saxe Julia Michaels                    | "If the World Was Ending]" (oferecimento do chiclete Extra)                | Kevan Kenney    |
| Doja Cat                                  | Medley: "Say So" Like That"                                                | Keke Palmer     |
| Keke Palmer                               | "Snack"                                                                    | —               |
| CNCO                                      | "Beso"                                                                     | Keke Palmer     |
| Black Eyed Peas Nicky Jam Tyga            | Medley: "Vida Loca" "I Gotta Feeling"                                      | Keke Palmer     |

## Vencedores e indicados
| Vídeo do Ano (apresentado por Bebe Rexha) | Canção do Ano (apresentado por Joey King) |
| --- | --- |
| - The Weeknd – "Blinding Lights" - Eminem (com part. de Juice Wrld) – "Godzilla" - Lady Gaga com Ariana Grande – "Rain on Me" - Billie Eilish – "Everything I Wanted" - Taylor Swift – "The Man" - Future (com part. de Drake) – "Life Is Good" | - Lady Gaga com Ariana Grande – "Rain on Me" - Doja Cat – "Say So" - Roddy Ricch – "The Box" - Billie Eilish – "Everything I Wanted" - Megan Thee Stallion – "Savage" - Post Malone – "Circles" |
| Artista do Ano (apresentado por Kelly Clarkson) | Melhor Grupo (apresentado por Jamila Mustafa) |
| - Lady Gaga - Post Malone - DaBaby - The Weeknd - Megan Thee Stallion - Justin Bieber | - BTS - 5 Seconds of Summer - Blackpink - Chloe x Halle - CNCO - Little Mix - Monsta X - Now United - The 1975 - Twenty One Pilots |
| Artista Revelação Push (apresentado por Machine Gun Kelly) | Melhor Colaboração (apresentado por Jaden Smith) |
| - Doja Cat - Lewis Capaldi - Yungblud | - Lady Gaga com Ariana Grande – "Rain on Me" - Future (com part. de Drake) – "Life Is Good" - Ariana Grande & Justin Bieber – "Stuck with U" - Karol G (com part. de Nicki Minaj) – "Tusa" - Ed Sheeran (com part. de Khalid) – "Beautiful People" - Black Eyed Peas (com part. de J Balvin) – "Ritmo (Bad Boys for Life)" |
| Melhor Vídeo de Pop (apresentado por Nicole Richie) | Melhor Vídeo de Hip Hop (apresentado por Travis Barker) |
| - BTS – "On" - Lady Gaga com Ariana Grande – "Rain on Me" - Halsey – "You Should Be Sad" - Jonas Brothers – "What a Man Gotta Do" - Justin Bieber (com part. de Quavo) – "Intentions" - Taylor Swift – "Lover" | - Megan Thee Stallion – "Savage" - Travis Scott – "Highest in the Room" - Eminem (com part. de Juice Wrld) – "Godzilla" - DaBaby – "Bop" - Future (com part. de Drake) – "Life Is Good" - Roddy Ricch – "The Box" |
| Melhor Vídeo de R&B (apresentado por Nicole Richie) | Melhor Vídeo de K-Pop (apresentado por Nessa e Jamila Mustafa) |
| - The Weeknd – "Blinding Lights" - Alicia Keys – "Underdog" - Chloe x Halle – "Do It" - H.E.R (com part. de YG) – "Slide" - Khalid (com part. de Summer Walker) – "Eleven" - Lizzo – "Cuz I Love You" | - BTS – "On" - (G)I-DLE – "Oh My God" - EXO – "Obsession" - Monsta X – "Someone's Someone" - TXT – "9 and Three Quarters (Run Away)" - Red Velvet – "Psycho" |
| Melhor Vídeo Latino (apresentado por Anthony Ramos) | Melhor Vídeo de Rock |
| - Maluma (com part. de J Balvin) – "Qué Pena" - Bad Bunny – "Yo Perreo Sola" - J Balvin – "Amarillo" - Black Eyed Peas (com part. de Ozuna & J. Rey Soul) – "Mamacita" - Anuel AA (com part. de Daddy Yankee, Ozuna, Karol G e J Balvin) – "China" - Karol G (com part. de Nicki Minaj) – "Tusa" | - Coldplay – "Orphans" - Blink-182 – "Happy Days" - Evanescence – "Wasted on You" - Fall Out Boy (com part. de Wyclef Jean) – "Dear Future Self (Hands Up)" - Green Day – "Oh Yeah!" - The Killers – "Caution" |
| Melhor Vídeo de Música Alternativa (apresentado por Travis Mills) | Melhor Videoclipe em Casa (apresentado por Madison Beer) |
| - Machine Gun Kelly – "Bloody Valentine" - The 1975 – "If You're Too Shy (Let Me Know)" - All Time Low – "Some Kind of Disaster" - FINNEAS – "Let's Fall in Love for the Night" - Lana Del Rey – "Doin' Time" - twenty one pilots – "Level of Concern" | - Ariana Grande & Justin Bieber – "Stuck with U" - Drake – "Toosie Slide" - Blink-182 – "Happy Days" - 5 Seconds of Summer – "Wildflower" - twenty one pilots – "Level of Concern" - John Legend – "Bigger Love" |
| Melhor Performance da Quarentena | Vídeo pelo Bem (apresentado por Sofia Carson) |
| - CNCO – "MTV Unplugged at Home" - Chloe x Halle — "Do It" (MTV Prom-Athon) - DJ D-Nice – "Club MTV Presents: #DanceTogether" - Lady Gaga – "Smile" (One World: Together At Home) - John Legend – "#TogetherAtHome Concert Series" - Post Malone – "Nirvana Tribute" | - H.E.R. – "I Can't Breathe" - Lil Baby – "The Bigger Picture" - Anderson .Paak – "Lockdown" - Billie Eilish – "All the Good Girls Go to Hell" - Demi Lovato – "I Love Me" - Taylor Swift – "The Man" |
| Melhor Direção (apresentado por Drew Barrymore) | Melhor Direção de Arte |
| - Taylor Swift – "The Man" (Direção: Taylor Swift) - Dua Lipa – "Don't Start Now" (Direção: Nabil) - Harry Styles – "Adore You" (Direção: Dave Meyers) - Billie Eilish – "xanny" (Direção: Billie Eilish) - Doja Cat – "Say So" (Direção: Hannah Lux Davis) - The Weeknd – "Blinding Lights" (Direção: Anton Tammi) | - Miley Cyrus – "Mother's Daughter" (Direção de arte: Christian Stone) - A$AP Rocky – "Babushka Boi" (Direção de arte: A$AP Rocky & Nadia Lee Cohen) - Dua Lipa – "Physical" (Direção de arte: Anna Colomé Nogu) - Harry Styles – "Adore You" (Direção de arte: Laura Ellis Cricks) - Selena Gomez – "Boyfriend" (Direção de arte: Tatiana Van Sauter) - Taylor Swift – "Lover" (Direção de arte: Ethan Tobman)                                                                                        |
| Melhor Coreografia | Melhor Cinematografia |
| - BTS – "On" (Coreografia: on Sung Deuk, Lee Ga Hun, Lee Byung Eun) - CNCO & Natti Natasha – "Honey Boo" (Coreografia: Kyle Hanagami) - DaBaby – "Bop" (Coreografia: Dani Leigh & Cherry) - Dua Lipa – "Physical" (Coreografia: Charm La'Donna) - Lady Gaga com Ariana Grande – "Rain on Me" (Coreografia: Ricky Jackson) - Normani – "Motivation" (Coreografia: Sean Bankhead) | - Lady Gaga com Ariana Grande – "Rain on Me" (Direção de fotografia: Thomas Kloss) - 5 Seconds of Summer – "Old Me" (Direção de fotografia: Kieran Fowler) - Billie Eilish – "All the Good Girls Go to Hell" (Direção de fotografia: Christopher Probst) - Camila Cabello (com part. de DaBaby) – "My Oh My" (Direção de fotografia: Scott Cunningham) - Katy Perry – "Harleys in Hawaii" (Direção de fotografia: Arnau Valls) - The Weeknd – "Blinding Lights" (Direção de fotografia: Oliver Millar) |
| Melhor Edição | Melhores Efeitos Visuais |
| - Miley Cyrus – "Mother's Daughter" (Edição: Alexandre Moors & Nuno Xico) - Halsey – "Graveyard" (Edição: Emille Aubry, Janne Vartia, Tim Montana) - James Blake – "Can't Believe the Way We Flow" (Edição: Frank Lebon) - Lizzo – "Good as Hell" (Edição: Russell Santos & Sofia Kerpan) - Rosalía – "A Palé" (Edição: Andre Jones) - The Weeknd – "Blinding Lights" (Edição: Janne Vartia & Tim Montana) | - Dua Lipa – "Physical" (Efeitos visuais: EIGHTY4) - Lady Gaga com Ariana Grande – "Rain on Me" (Efeitos visuais: Ingenuity Studios) - Billie Eilish – "All the Good Girls Go to Hell" (Efeitos visuais: Drive Studio) - Demi Lovato – "I Love Me" (Efeitos visuais: Hoody FX) - Harry Styles – "Adore You" (Efeitos visuais: Mathematic) - Travis Scott – "Highest in the Room" (Efeitos visuais: Ingenuity Studios)                                                                                  |
| Canção do Verão | Heróis do Dia a Dia: Profissionais da Saúde da Linha de Frente (apresentado por Keke Palmer) |
| - Blackpink – "How You Like That" - Cardi B (com part. de Megan Thee Stallion) – "WAP" - Miley Cyrus – "Midnight Sky" - DaBaby (com part. de Roddy Ricch) – "Rockstar" - DJ Khaled (com part. de Drake) – "Popstar" - Doja Cat – "Say So" - Jack Harlow – "Whats Poppin" - Lil Baby (com part. de 42 Dugg) – "We Paid" - Dua Lipa – "Break My Heart" - Megan Thee Stallion (com part. de Beyoncé) – "Savage (Remix)" - Pop Smoke (com part. de 50 Cent e Roddy Ricch) – "The Woo" - Saint Jhn – "Roses" - Saweetie – "Tap In" - Harry Styles – "Watermelon Sugar" - Taylor Swift – "Cardigan" - The Weeknd – "Blinding Lights" | - Jason "Tik Tok Doc" Campbell - Dr. Elvis Francois e Dr. William Robinson – "Imagine" - Esquadrão do Cotonete do Hospital da Universidade de Jefferson – "Level Up" - Lori Marie Key – "Amazing Grace" - Dr. Nate Wood – "Lean on Me" |
| Prêmio MTV Tricon Award (apresentado por Bella Hadid) | |
| Lady Gaga | |